# Hallaphis rhodesiensis
Hallaphis rhodesiensis är en insektsart som först beskrevs av Hall, W.J. 1932.  Hallaphis rhodesiensis ingår i släktet Hallaphis och familjen långrörsbladlöss. Inga underarter finns listade i Catalogue of Life.